# لوكهيد إكس-7
لوكهيد X-7  (بالإنجليزية: Lockheed X-7)‏ هي طائرة دون طيار، استخدمت كمنصة اختبارات السرعة العالية لمحركات نفث الوقود (ramjet engine). أنتجت في الولايات المتحدة. من صناعة شركة لوكهيد. كانت تستخدم بشكل أساسي من قبل القوات الجوية للولايات المتحدة. كان أول طيران لها في 26 أبريل 1951 . انتهت خدمتها في 1960.